# Adolfsbergs distrikt
Adolfsbergs distrikt är från 2016 ett distrikt i Örebro kommun och Örebro län.
Distriktet ligger i tätorten Örebro.

## Tidigare administrativ tillhörighet
Distriktet inrättades 2016 och utgörs av en del av det område som fram till 1971 utgjorde Örebro stad där området före 1943 till större delen utgjorde Ånsta socken.
Området motsvarar den omfattning Adolfsbergs församling  hade vid årsskiftet 1999/2000 och som den fick 1995 efter utbrytning ur Örebro Nikolai församling.